# Fredrik Hynning
Fredrik Hynning, född 15 maj 1983 i Stockholm, är en svensk före detta professionell ishockeyspelare (forward). Hynning har spelat för AIK, Luleå HF, Timrå IK och Skellefteå AIK.